# Osiedle 11 Listopada (Wyszków)
Osiedle 11 Listopada – osiedle w północnej części Wyszkowa (województwo mazowieckie).
Osiedle jest położone w bezpośrednim sąsiedztwie stacji kolejowej Wyszków oraz dworca autobusowego. Zabudowa złożona z pięciokondygnacyjnych bloków wybudowanych w technologii wielkiej płyty oraz budynków usługowych. Południowo-zachodnia część Osiedla 11 Listopada jest zajęta przez budownictwo indywidualne z rozwiniętą funkcją handlowo-usługową. Południową granicę stanowi ulica Pułtuska (droga wojewódzka nr 618), granicą zachodnią jest linia kolejowa Tłuszcz-Ostrołęka, od wschodu ulica gen. Józefa Sowińskiego, a od północy ulica Dworcowa.